# هیزلتون، نیوجرسی
هیزلتون (به انگلیسی: Hazelton) یک منطقهٔ مسکونی در ایالات متحده آمریکا است که در وودبریج، نیوجرسی واقع شده‌است. هیزلتون ۱۳٫۱۱ متر بالاتر از سطح دریا قرار دارد.